# Bakarangan (kecamatan)
Bakarangan (indonez. Kecamatan Bakarangan) – kecamatan w kabupatenie Tapin w prowincji Borneo Południowe w Indonezji.
Kecamatan ten graniczy od północy z kabupatenem Hulu Sungai Selatan, od wschodu z kecamatanem Lokpaikat, od południowego wschodu z kecamatanem Tapin Utara, od południowego zachodu z kecamatanem Tapin Tengah, a od zachodu z kecamantanem Candi Laras Selatan.
W 2010 roku kecamatan ten zamieszkiwało 8621 osób, z których 4274 stanowili mężczyźni, a 4347 kobiety. Wszyscy mieszkańcy wyznawali islam.
Znajdują się tutaj miejscowości: Bakarangan, Bundung, Gadung, Gadung Karamat, Ketapang, Masta, Parigi, Parigi Kecil, Paul, Tangkawang, Tangkawang Baru i Waringin.